# Рузовицки, Штефан
Штефан Рузовицки (нем. Stefan Ruzowitzky, род. 25 декабря 1961, Вена) — австрийский кинорежиссёр и сценарист, лауреат премии «Оскар» 2008 года в номинации «Лучший фильм на иностранном языке».

## Биография
- «Расёмон»

Опрос сайта The Hot Corn (2020)Штефан Рузовицки родился в Вене, но его детство  прошло в Дюссельдорфе, где его отец работал инженером-станкостроителем. После того, как семья Рузовицки вернулась в Австрию, Штефан учился в академической гимназии «Spittelwiese» в Линце. Далее Рузовицки изучал театроведение и историю в Венском университете и снял многочисленные музыкальные клипы, например для «'N Sync» («Tearin' up my heart»). 
Режиссёрский и одновременно сценаристский дебют Штефана Рузовицки в игровом кино состоялся в 1996 году в фильме «Tempo», который был отмечен премией Макса Офюльса. За ним последовал фильм «Наследники» (1998) — заслужившая похвалу кинокритики драма из крестьянской жизни в период между двумя мировыми войнами. Рузовицки снял два немецких фильма — «Анатомия» (2000) и «Анатомия 2» (2003). Только в Германии «Анатомию» посмотрело в кинотеатрах более двух миллионов зрителей.
На Берлинале-2007 Рузовицки представил фильм «Фальшивомонетчики». Драма из жизни концентрационного лагеря и об операции «Бернхард». Фильм получил благоприятную критику и 24 февраля 2008 года на церемонии вручения премии «Оскар» был назван лучшим фильмом на иностранном языке.

## Личная жизнь
С 1999 года состоит в браке с Биргит Штурм, у них двое детей. Семья проживает в Клостернойбурге.

## Фильмография

### Режиссёр
- 1995 — Монте Видео / Monte Video
- 1998 — Наследники / Die Siebtelbauern
- 2000 — Анатомия / Anatomie
- 2001 — Диверсанты /All the Queen’s Men
- 2003 — Анатомия 2 / Anatomie 2
- 2007 — Фальшивомонетчики / Die Fälscher
- 2009 — Магическая книга и дракон / Hexe Lilli: Der Drache und das magische Buch
- 2012 — Чёрный дрозд / Deadfall
- 2017 — Холодный ад / Die Hölle
- 2018 — Пациент Зеро / Patient Zero
- 2020 — Нарцисс и Голдмунд / Narziss und Goldmund (экранизация романа Германа Гессе)
- 2021 — Хинтерленд: город грехов / Hinterland[1]
- TBA — Ice Fall / Ice Fall

### Сценарист
- 1995 — Монте Видео / Monte Video
- 1998 — Наследники / Die Siebtelbauern
- 2000 — Анатомия / Anatomie
- 2003 — Анатомия 2 / Anatomie 2
- 2007 — Фальшивомонетчики / Die Fälscher
- 2009 — Магическая книга и дракон / Hexe Lilli: Der Drache und das magische Buch